# 冬のロンド
『冬のロンド』（ふゆのロンド、Winter Rondo）とは2008年10月31日にDIVA（ディーヴァ）から発売された18歳未満購入禁止（メディア倫理委員会審査）のパソコン用美少女ゲーム（アダルトゲーム）である。 
エンターブレインのアダルトゲーム雑誌「TECH GIAN」2008年8月号にて初公開され、7月23日に公式ウェブサイトが開設された。また8月15-17日開催の「コミックマーケット74」ではデモムービーが公開され、「TECH GIAN」2008年11月号付録DVD-ROMには体験版（キャラクター音声なし）も収録された。10月17日にはキャラクター音声とHシーンを追加した新体験版もダウンロード可能となった。製品版発売から2週間後の2008年11月14日には公式ウェブサイトから修正パッチが公開された。
プロデューサーの金杉肇（かなすぎ はじめ）が大手アダルトゲームメーカーのエフアンドシー（F&C）グループから独立して新設したブランドであるDIVAの第1作。DIVAとはイタリア語で「歌姫」を表す言葉であり、アニメソング歌手の奥井雅美がオープニングテーマ曲を歌っていることをセールスポイントにしている。
一年を通して寒冷な気候を保つ北方の架空国家「ルミアウラ王国」を舞台とした恋愛アドベンチャーゲームで登場する5人のヒロインはいずれも同国の王女である。

## あらすじ
幼い頃に母親と死別した日本人の青年「倉敷光」は、仕事で世界各地を転々としていた父親が北方の小国「ルミアウラ」の王族女性と再婚したことにより自らも同国に移住することになる。
ルミアウラに渡った光は義理の母となる女性の連れ子で国の姫君であるマリー、ヴィクトリア、ダイアナ、グレースという名の四姉妹と同居することとなった。しかし王位継承権の低い彼女たちは従姉妹のクリスティーナ姫のように城には住めず、一般国民と同様町の一軒家で質素な暮らしを送っていた。
電気もガスも水道もない日本とはまるで違う環境に戸惑うことの多い光だったが経済的・物質的な豊かさに固執することなく、共に支えあいながら生きてゆこうとする心優しい四姉妹や町の住人達の姿に心を動かされ少しずつ新たな生活に溶け込んでゆく。
まもなくして四姉妹とすっかり仲が良くなった光はある日、彼女たちに恋愛についての話題を振るが何故か4人とも異口同音に「自分達には関係ない」と言い張る。王族である彼女たちにはそれぞれに婚約者がおり、近い将来祖国のため他国へと嫁いでいくことが宿命付けられていたのだった。

## 登場人物

### メインキャラクター
倉敷 光（くらしき ひかる）
この物語の主人公。現代の日本の東京に生まれ育ったごく普通の青年。一人っ子で兄弟姉妹はおらず幼い頃に母親を亡くして以来、父と2人だけの家庭だった。父は仕事でいつも世界各地を転々としており何年も家に帰らないことが多い。半年前、その父が一年ぶりに帰宅しそのときに再婚の話を聞かされる。その後半年間に渡って父からルミアウラ語を覚えさせられた。その結果、母語に近い水準でルミアウラ語会話を行うことができるようになったが中途半端なことに文字に関する教育は受けなかったため読み書きはまるで出来ない。
父と再婚相手の女性が新婚旅行に出かけ最低1ヶ月は帰ってこないことになってしまったので、その間四姉妹と5人だけで暮らすことになる。その後、四姉妹も通っている王国内の普通教育学校「ハイシュベント学園」の3年次に編入学した。日本にいた頃から学校の成績はあまり良くなく特に英語や数学が苦手であり、英語で書かれた外国人向けのルミアウラ語解説書が読めなかったり学校の授業で出された因数分解の問題を間違えたりしていた。義理の姉妹となるヴィクトリア達のことはルミアウラに渡る前に話には聞かされていたものの写真などで姿を見たことはなく、彼女たちが王女だということも会った当日まで知らなかった。四姉妹と同居し始めてからは長女・マリーと朝水汲みにいった後、家の前の雪かきをしてから寝起きの悪い・次女ヴィクトリアを起こすという3つの仕事を毎日おこなっている。
ヴィクトリア・ルミアウラ（Victoria Lumiaula） - 声：一色ヒカル
誕生日：5月20日、血液型：AB、身長：159cm、スリーサイズ：B85/W56/H82
この物語のメインヒロイン。現国王の姪に当たる四姉妹の次女で王位継承権は第6位。物語の冒頭でルミアウラの地に降り立った光を四姉妹を代表して一人で迎えにやってきた。光と同い年だが続柄は妹ということになっている。光のことは「兄上」と呼ぶ。通っている学園では同じクラスで席も隣同士。
立ち振る舞いは気品に溢れ規律や掟を重んじる生真面目な性格だが、やや頑固で負けず嫌いなところがある。自分に厳しく、他人には優しく、祖国と国民の幸福を誰よりも強く願うという四姉妹の中で最も王族らしい思想の持ち主。
普段は清楚で礼儀正しくとても物腰が柔らかいのだが、寝ぼすけで朝に一人で起きることが出来ない。その上、起きた直後はまるで別人のように口調や態度が荒々しく豹変し起こそうした相手を蹴飛ばすこともある。そのため他の姉妹からは「暴君」と称されている。「暴君」状態だったときの記憶は正気時の本人にはない。
スープを作ることが得意であり、家では料理を担当しており学校が終わった後には「舞姫亭」という町のレストランで働いている。苦手な動物は犬で姿を見ただけで取り乱すほどだという。入浴時間が長く毎日一時間半は入っている。入浴後は光にルミアウラ語の読み書きを教えている。
フォレスタキャステロ王国の王子アルブレヒト・k・フォレスタキャステロと婚約している。
マリー・ルミアウラ（Marie Lumiaula） - 声：風音
誕生日：4月9日、血液型：AB、身長：148cm、スリーサイズ：B70/W52/H76
ヴィクトリアより1歳上の姉。四姉妹の長女で王位継承権は第5位。明るくお転婆な性格で自分のことを「ボク」、1歳年下の光のことを「弟君」と呼ぶ。光には自分のことを「姉貴」と呼ばせている。
今は亡き実父と「家族や愛する者たちを守る」と約束しており彼が他界した6歳のときから剣術の修行を続け、王女でありながら騎士の称号を獲得した。自室には3年前に病死し、生前マリーと仲が良かった鍛冶屋の親方から譲り受けた刀剣のコレクションが飾られている。ルミアウラ王国の騎士は片手剣に盾というスタイルが基本であるが、マリーは二刀流を使う。
料理は苦手だが力仕事は得意であり毎朝夜明けと共に起床し、光と一緒に数キロ先の川まで水を汲みに向かっている。家族のことを大事に想っているがその気持ちが強過ぎるあまり、無理をし過ぎて怪我をしてしまうこともある。
最年長ながら姉妹のなかで最も小柄な体格で、胸のサイズも小さい。ハイシュベント学園の4年3組で、下校後は近所の子供達の遊び相手になっている。
婚約者は某国の貿易商の長男で現在38歳。マリーが学園を卒業したらすぐに結婚することになっている。
ダイアナ・ルミアウラ（Diana Lumiaula） - 声：佐本二厘
誕生日：7月26日、血液型：AB、身長：156cm、スリーサイズ：B82/W56/H83
ヴィクトリアより1歳下の妹。四姉妹の三女で王位継承権は第7位。光のことは「兄さん」と呼ぶ。
おとなしく無口で他人と話すのは苦手。読書が好きで知識が豊富であり小説家になることを夢見ているが、王族という立場では叶わないと落胆している。読書をしているときは非常に集中しており、話しかけても全く反応することがない。自室の中にも沢山の本があると思いきや、部屋は実に殺風景で机とベッドがあるだけであり、本棚には一冊の本も置かれていない。家では掃除と洗濯を担当する。
ハイシュベント学園の2年1組で、下校後は国立図書館で司書として働いている。広大な図書館の本を全て熟知しており、どの棚に何の本が何冊置いてあるかをコンピュータのデータベース検索のように瞬時に言い当てることが出来る。ヴィクトリアとは逆に犬が好き。
婚約者の素性は不明だが、ダイアナが小説家を目指すことを認めてはいないらしい。
グレース・ルミアウラ（Grace Lumiaula） - 声：成瀬未亜
誕生日：6月11日、血液型：AB、身長：167cm、スリーサイズ：B91/W58/H84
ヴィクトリアより2歳下の妹。四姉妹の末っ子で王位継承権は第8位。光のことは「お兄様」と呼ぶ。末っ子らしく無邪気で甘えん坊な性格で光のことが大好き。一番の年下ながら身長は四姉妹の中で最も高くスタイルも良い。また、姉妹一の巨乳の持ち主。
ハイシュベント学園の1年5組。可愛い人形を集めるのが趣味であり、また洋裁も得意で四姉妹の服作りを担当する他、下校後には仕立て屋で働いている。家ではその他にヴィクトリアと共同で料理も作っている。
いつもは笑顔でいっぱいだが怒らせると怖く、その恐ろしさは「暴君」時のヴィクトリアを凌駕するほどだという。
婚約者は現在まだ6歳であるため、結婚するのは10年以上先らしい。
クリスティーナ・ルミアウラ（Christina Lumiaula） - 声：遠野そよぎ
誕生日：9月6日、血液型：O、身長：167cm、スリーサイズ：B85/W56/H82
ルミアウラ現国王・パーヴェルの愛娘で、王国第一王女。四姉妹の従姉妹で王位継承権は兄王子に次いで第2位。年齢はヴィクトリアと同じで背の高さはグレースと同じ。光のことは「ヒカル」と呼ぶ。
清楚で可憐な姫で天使のような美しい歌声の持ち主。生まれつき体が弱く3ヶ月に一度程度しか城外に出ることがない。そのため学校にも通っておらず、家庭教師から勉強を教わっている。趣味はパンを焼くこと。
王位継承権第1位の兄王子アルベールと2位、3位の妹王女エリザベス、シャルロットは他国へ留学中であるためルミアウラに現在8名いる次期国王候補の中で城で暮らしているのは彼女のみである。ヴィクトリア達四姉妹からは「クリス」と呼ばれており互いに仲が良い。
婚約者は某国の第三王子でクリスティーナより2歳年上。四姉妹とは違い、他国へ嫁ぐのではなく相手のほうが婿養子としてやってくることになっている。

### サブキャラクター
パーヴェル・ルミアウラ
ルミアウラ王国の第16代国王。クリスティーナの父親でヴィクトリア達四姉妹の亡き父の兄、すなわち伯父である。とても豪快で気さくな性格をしており、冗談を口にすることも多い。ヴィクトリアと同様、ルミアウラのことを第一に考えている。
ロイル・アーミュール
ハイシュベント学園で光、ヴィクトリアのクラスメイトである男子生徒。ハイシュベント学園の生徒は普通、授業が終わると仕事のためすぐに下校してしまうがロイルの家は夜の町のガス燈に灯をつける仕事をしているためすぐに帰る必要がない。そのため、光の話し相手になることが多い。四姉妹の中では特にマリーに憧れている。
アエラ
学園で光たちのクラスの担任を務める女性教師。左目（向かって右の目）の下に泣きぼくろがある。気さくで親しみやすい人柄であり生徒達に自分のことを「アーちゃん」と呼ばせていたり、光が転校してきた日には当日の授業を全て中止して光への質問時間とした。小学校を除き各科目ごとに専門の教師がいる日本の学校とは異なり文学、数学、歴史など様々な科目を一人で教えている。本職はヴィクトリアが働いているレストラン「舞姫亭」の店主。舞姫亭で働いているときにはエプロンを着用しているがこのエプロン姿の立ち絵は学園で教鞭を執っているときにも使いまわされているため、不自然な状況を生み出している。
アルブレヒト・k・フォレスタキャステロ
フォレスタキャステロ王国の王子でヴィクトリアの婚約者。ルミアウラ王国に資金援助をするという条件でヴィクトリアとの結婚が決まっていたが政略結婚など納得できないと光が主張したため、光と決闘することを提案した。マリーを上回る剣術の腕を持つ。
メイ・ママーナ
アルブレヒトに仕えるメイド。自分の容姿に自信がなく臆病だが、優しい心を持つ。アルブレヒトが本当に愛しているのはヴィクトリアではなくメイである。
倉敷 周五郎（くらしき しゅうごろう）
光の父親。国際的に活動する建築家であり、ルミアウラには3年前から滞在していた。マリーからは「シューゴローさん」、ヴィクトリアからは「義父様（おとうさま）」と呼ばれている。名前のみが登場するだけで姿を現すことはない。ルミアウラで再婚したことや新婚旅行に出かけることなど、重要事項を実の息子にまるで伝えないというやや困った父。四姉妹の母親・アナスタシアは他国から嫁いできた資産家の女性でありもともとルミアウラ王家の者ではないため、一民間人である周五郎と再婚することができた。四姉妹は半年前まで生活のために町で働いていたが周五郎が義父となってからは（ルミアウラの物価で考えると）かなり高額の生活費を彼から受け取れるようになったため、賃金を得るために働かなくてもよくなった。しかし、労働すること自体に生きがいを感じている彼女たちはその以後もずっと無償で働き続けている。
アンズ
光が日本に暮らしていたとき、隣の家に住んでいた幼馴染の少女。朝に光を起こしに来たり、光の家の掃除や洗濯をしたりと色々と世話を焼いていた様子。気が強く、生意気で可愛げのない性格であり四姉妹とは「月とスッポン」らしい。アンズというのはあだ名であり、本名は桜上水 杏子（さくらじょうすい きょうこ）である。周五郎と同様、主に光の回想の中だけに名前のみ登場する。

## ルミアウラ王国
この物語の舞台となる「ルミアウラ王国」は地球の北極圏に位置する小国で、人口は30万人ほどである。日本からルミアウラへの渡航は飛行機と列車を使って40時間ほどかかる。亜寒帯の気候に属し、一年を通して雪が降り続けている。そのため夏が極度に短く、その間は白夜となる。また、時折オーロラも観測される。国の歴史は5000年以上と古く、初代の女王・エカテリーナは魔女だったという言い伝えが信じられている。
木材の生産が主な収入であるものの十分な財源とはなっておらず、王族の姫君たちが諸外国の有力者に嫁ぐことによって国を支えている。国の建築物は木造が主流で暖房の手段もガス、石油、電気より薪が使われることが多い。寒冷な気候のため水がすぐに凍り付いてしまうため、水道管は整備されていない。日本のように入浴時に湯船に浸かる習慣はなく、サウナ風呂が一般的である。
登場人物名はヴィクトリア（Victoria）、マリー（Marie）、ダイアナ（Diana）など英米系の名が多いが国の使用言語はルミアウラ語である。ルミアウラ語の表記にはラテン文字ではなくギリシア文字が使用される。
光と四姉妹は「ハイシュベント学園」という5年制で各学年5クラスの学園に通っている。光とヴィクトリアは3年生、マリーは4年生、ダイアナは2年生、グレースは1年生。ゲーム公式サイトのキャラクター紹介で四姉妹が着ているのは学園の女生徒用制服である。ハイシュベントとは古代ルミアウラ語で「日の当たる場所」の意味。日本と違いこの国には教職で生計を立てている者はおらず、学校の教師たちはそれぞれ別の本職をもちながら無償で教鞭を振るっている。そのため各教育機関では午前中しか授業が実施されない。学校には入学試験などはなく、ルミアウラ国民である限り希望すれば誰でも入学できる。しかし教育の普及率は低く、全体の3割程度しか通っていない。
警察や軍隊に当たる組織は存在せず騎士団がその役割を担っている。毎週日曜日は休息日とされ、城に勤務する騎士団など一部を除き全ての労働が休止される。しかしルミアウラは非常に治安が良い国であり戦争や凶悪犯罪などとは無縁であるため、騎士団が出動しなければならないような場合は少ない。
ルミアウラは建国当時非常に人口が少なかったため近親婚が当然のように行われており、現在でも兄妹同士で結婚することができる。

## スタッフ
- 原画：やすゆき
- シナリオ：宮村優、葉月もれび
- 音楽：井内舞子（I've）
- グラフィック制作：FC-G株式会社
- ディレクター：瑞原奈緒
- プロデューサー：K杉（金杉肇）
- 製作：冬のロンド製作委員会

## 主題歌
OPテーマ「Melted Snow」
歌：奥井雅美
作詞作曲：奥井雅美
編曲：市川淳
EDテーマ「白い輪舞曲」
歌：詩月カオリ
作詞：KOTOKO
作曲編曲：井内舞子
2ndOPテーマ「雪色の祈り」
歌：クサカンムリ
作詞：K杉
作曲編曲：Eru
ゲーム挿入歌「冬の向日葵」
歌：近江知永
作詞：奥井雅美
作曲編曲：SONIC DOVE
ゲームイメージソング「グリーンベルト」
歌：キュマバロウ
作詞：K杉、大沢奈央子
作曲編曲：大沢奈央子

## 購入特典
- 初回特典：ボーカルソングCD（主題歌5曲収録）
- ショップ特典
  - ソフマップ、メッセサンオー、げっちゅ屋：テレカ、特典CD（システムボイス、原画集、壁紙）
  - ラオックス（アソビットシティ）、グッドウィル、メディオ!、コムロード、宝島（中京地区）、とらのあな、メロンブックス、ゲーマーズ、古川電気、ClubHobi、桃太郎王国、DIVA ONLINE SHOP：テレカ

## 関連商品
シングルCD
- オープニングテーマ「Melted Snow」（c/w「Shape of myself」、2008年11月5日発売）
- ゲーム挿入歌「冬の向日葵」（c/w「キラリ」、2008年11月5日発売）
- 2ndOPテーマ「雪色の祈り」（c/w「七色グラデーション」、2008年12月3日発売）
- ゲームイメージソング「グリーンベルト」（c/w「巣へ」、2008年12月3日発売）

以上全て1260円。4枚全てを購入すると応募者全員に『冬のロンド』の描き下ろしテレカがプレゼントされるキャンペーンに応募できる。
小説版
- 冬のロンド パラダイムノベルズ（パラダイム刊、著：村上早紀、2009年2月27日発売、ISBN 978-4-89490-901-4、903円）

原画集
- 冬のロンド ビジュアル・ガイドブック（ジャイブ刊、2009年2月27日発売、ISBN 978-4-86176-638-1、2499円）

## 参考資料
- Getchu.com：冬のロンド 初回限定版（DIVA）

オープニングデモムービーの鑑賞、エンディングテーマ曲の試聴が可能。「ストーリー」にある文章はDIVA公式サイトに過去に掲載されていたものであり、現在のものとは一部異なる。

## 備考
- このゲームでは5人のヒロインにしか音声が付いていないが開発初期にはその他のキャラクターにも付けるつもりだったらしく「TECH GIAN」2008年11月号付録DVD-ROM内の体験版（キャラクター音声なし）ではコンフィグ（環境設定）画面にサブキャラクターであるアルブレヒト、パーヴェル、ロイル、メイの4人の音声を調整する欄が存在していた。
- このゲームのシナリオは全27話の本編と5人のヒロインそれぞれのエンディングとエンディングすべてを閲覧した後に見られるエキストラストーリーから構成される。
- 光の父・シューゴローの漢字表記が周五郎だということやヴィクトリア達の母親の名がアナスタシアだということ、クリスティーナの兄妹の名がアルベール、エリザベス、シャルロットだということはゲーム本編では示されておらずビジュアル・ガイドブックで初めて明かされている。